# Непальский календарь
Непальский календарь (непальск. नेपाली पात्रो — «непали патро») — традиционный официальный солнечный календарь, используемый в Непале. Он базируется на античном календаре викрам-самват, который приурочен к началу правления легендарного императора Викрамадитья в 56 году до н. э.

## Месяцы
Количество дней в непальском месяце изменяется от месяца к месяцу. В месяце может быть от 29 до 32 дней. В различные годы один и тот же месяц может иметь разное количество дней. Непальский календарь имеет 12 месяцев:
| Месяц на русском | Месяц на непальском   | Количество дней | Соответствие     |
| ---------------- | --------------------- | --------------- | ---------------- |
| Байсах           | बैशाख (Baisakh)         | 30 / 31         | апрель—май       |
| Джес             | जेष्ठ (Jeth)            | 31 / 32         | май—июнь         |
| Асаар            | आषाढ или असार (Asaar)   | 31 / 32         | июнь—июль        |
| Сааун            | श्रावण или साउन (Saaun)  | 31 / 32         | июль—август      |
| Бхадра           | भाद्र или भदौ (Bhadra)   | 31 / 32         | август—сентябрь  |
| Ашвин            | आश्विन или असोज (Ashwin) | 30 / 31         | сентябрь—октябрь |
| Катрик           | कार्तिक (Katrik)         | 29 / 30         | октябрь—ноябрь   |
| Мангсир          | मार्ग или मंसिर (Mangsir) | 29 / 30         | ноябрь—декабрь   |
| Пус              | पौष или पुष (Pus)       | 29 / 30         | декабрь—январь   |
| Магх             | माघ (Magh)             | 29 / 30         | январь—февраль   |
| Фалгун           | फाल्गुण или फागुन (Falgun) | 29 / 30         | февраль—март     |
| Чайтра           | चैत्र или चैत (Chaitra)  | 30 / 31         | март—апрель      |

## Правила конвертирования
Новый год в Непале празднуют в середине апреля (1-е число месяца Байсах), а непальский календарь идёт впереди григорианского приблизительно на 56 лет и 8 месяцев. Стандартное непальское время на 5 часов и 45 минут впереди по отношению к Среднему времени по Гринвичу.
Формула для конвертирования из непальской даты в григорианскую:
Датагригорианская = Датанепальская — 56 лет — 8 месяцев — 15 дней
Формула для конвертирования из григорианской даты в непальскую:
Датанепальская = Датагригорианская + 56 лет + 8 месяцев + 15 дней

## Другие системы летоисчисления
Кроме официального, в Непале используют и другие календари:
- Саке самбат — летоисчисление, основанное на лунном календаре, его началом считается 78 год до н. э.
- Непал самбат — летоисчисление, основанное на лунном календаре, начинающееся с 880 года до н. э.
- Булла самбат — летоисчисление, отсчитывающее время от появления на свет Будды Гаутамы в саду Лумбини (на юго-западе Непала). Его придерживаются непальские буддисты.
- Хиджра самбат — календарь мусульман Непала.
- Ишви самбат — григорианский календарь, по которому Непал ведёт все свои международные дела.